# Metazygia viriosa
Metazygia viriosa är en spindelart som först beskrevs av Eugen von Keyserling 1892.  Metazygia viriosa ingår i släktet Metazygia och familjen hjulspindlar. Inga underarter finns listade i Catalogue of Life.